# Through the Wire
A Through the Wire Kanye West amerikai rapper debütáló kislemeze, amelyet egy majdnem halálos autóbaleset után írt, összedrótozott állkapoccsal, 2002 októberében, Los Angelesben. A dal feldolgozza Chaka Khan 1985-ös dalát, a Through the Fire-t. 2003 szeptemberének utolsó napján jelent meg és az első kislemez a rapper The College Dropout (2004) című albumáról.
A Through the Wire 15. helyig jutott a Billboard Hot 100-on és méltatták a zenekritikusok. Az Egyesült Államokban (RIAA) platina, az Egyesült Királyságban (BPI) pedig arany minősítést kapott. Jelölték a legjobb szóló rapteljesítmény díjra a 2005-ös Grammy-gálán, de végül alulmaradt Jay-Z 99 Problems című kislemeze ellen. A videóklipért teljesen West fizetett, amelyet egy Adidas-hirdetés inspirált. A 2004-es Source Hip Hop Awards díjátadón az év videóklipjének választották.

## Háttér
2002. október 23-án, mikor West egy kaliforniai stúdióból tartott hazafelé, miután produceri munkát végzett Beanie Sigel, Peedi Crakk és a The Black Eyed Peas dalain, hajnali 3:00 körül frontálisan ütközött bérelt Lexusával egy szembe jövő autóval a W Hotel közelében. A baleset majdnem halálos volt. A Cedars-Sinai Medical Centerbe vitték, amelyet a dalban is megemlít: „ugyanaz a kórház, ahol Biggie Smalls meghalt.” Itt visszadrótozták állkapcsát arcához, majd arcát teljesen újra kellett építeni egy műtét során. Két héttel kórházba kerülése után felvette a Through the Wire első verzióját a Record Plant Studiosban, mikor állkapcsa még mindig össze volt drótozva. Consequence azt mondta, hogy West már három nappal a baleset után rappelte a dalt neki.
A Through the Wire eredetileg West Get Well Soon... mixtape-jén szerepelt, ahol egyértelműen lehetett hallani összedrótozott állkapcsát, mielőtt azt újra felvették az albumhoz és kiadták a The College Dropout első kislemezként 2003 végén. Ugyan eleinte nehezére esett meggyőzni kiadóját, hogy engedjék neki, hogy elkészítse saját lemezét, a dal kiadása megváltoztatta véleményüket.

## Számlista
CD-kislemez
1. Through the Wire
2. Through the Wire (hangszeres)
3. Two Words
4. Two Words (tiszta)
5. Two Words (hangszeres)

Brit CD-kislemez
1. Through the Wire (radio edit)
2. Two Words (radio edit)
3. Through the Wire (hangszeres)
4. Through the Wire (multimedia track)

## Közreműködők
- Dalszerzők: Kanye West, David Foster, Tom Keane, Cynthia Weil
- Producer: Kanye West
- Hangmérnök: Francis Graham
- Keverés: Manny Marroquin
- Basszusgitár: Scott Ward

## Slágerlisták
| Slágerlista (2004)                       | Legmagasabb pozíció |
| ---------------------------------------- | ------------------- |
| Ausztrál dallista (ARIA)                 | 81                  |
| Belga dallista (Ultratop 50 Wallonia)    | 48                  |
| Brit kislemezlista (OCC)                 | 9                   |
| Brit R&B-lista (OCC)                     | 3                   |
| Dán dallista (Tracklisten)               | 11                  |
| Holland dallista (Single Top 100)        | 23                  |
| Ír dallista (IRMA)                       | 24                  |
| Német dallista (Official German Charts)  | 61                  |
| Skót dallista (OCC)                      | 18                  |
| Svájci dallista (Schweizer Hitparade)    | 48                  |
| Svéd dallista (Sverigetopplistan)        | 27                  |
| US Billboard Hot 100                     | 15                  |
| US Hot R&B/Hip-Hop Songs (Billboard)     | 8                   |
| US Hot Rap Tracks (Billboard)            | 4                   |
| US Pop Songs (Billboard)                 | 32                  |
| Új-Zéland-i dallista (Recorded Music NZ) | 16                  |

| Slágerlista (2004)                   | Pozíció |
| ------------------------------------ | ------- |
| Brit kislemezlista (OCC)             | 103     |
| US Billboard Hot 100                 | 61      |
| US Hot R&B/Hip-Hop Songs (Billboard) | 37      |

## Minősítések
| Régió                    | Minősítés    | Példányszám |
| ------------------------ | ------------ | ----------- |
| Egyesült Királyság (BPI) | Aranylemez   | 400 000     |
| Egyesült Államok (RIAA)  | Platinalemez | 1 000 000   |